# Red Fang
Red Fang est un groupe de stoner rock américain, originaire de Portland, en Oregon. Formé en 2005, le groupe comprend le guitariste et chanteur Bryan Giles, le bassiste et le chanteur Aaron Beam, le guitariste David Sullivan et le batteur John Sherman. Le groupe compte au total cinq albums studio : Red Fang en 2009, Murder the Mountains en 2011, Whales and Leeches en 2013, Only Ghosts en 2016 et " Arrows" en 2021 .

## Biographie
Formé en 2005, Red Fang sort son premier album (une compilation de deux EPs sortis précédemment) en 2009. Leur deuxième album, Murder the Mountains, sort chez Relapse Records en 2011,, et est produit par Chris Funk. Cet album leur permet de prendre part au Metalliance Tour aux côtés de Helmet, Saint Vitus, Crowbar et Kylesa au printemps 2011, et au festival itinérant Rockstar Energy Drink Mayhem (qui réunit Disturbed, Trivium, Megadeth, Machine Head…) pendant l'été suivant. Pendant l'hiver 2011-2012, le groupe accompagne Mastodon sur les routes américaines et européennes. Le groupe revient pour trois tournées en Europe: au printemps en tête d'affiche avec Black Tusk, puis seul en été et à l'automne. Ces tournées sont notamment marquées par un passage au Roadburn Festival et au Wacken Open Air.
Le groupe joue au Late Show with David Letterman en janvier 2014, après la sortie de l'album Whales and Leeches en 2013 qui atteint la 66e du Billboard 200.
Le 13 août 2014, Red Fang annonce sa participation à la tournée nord-américaine de décembre 2014 avec les groupes Opeth et In Flames. En 2015, Red Fang se produit au Hellfest, sur une des deux scènes principales. Ils reviennent en 2017 sur la scène valley.

## Membres
- Bryan Giles - chant, guitare
- Aaron Beam - chant, basse
- David Sullivan - guitare
- John Sherman - batterie

## Discographie

### Albums studio
- 2009 : Red Fang (compilation des deux premiers EPs)
- 2011 : Murder the Mountains
- 2013 : Whales and Leeches
- 2016 : Only Ghosts
- 2021 : Arrows

### EPs
- 2006 : Tour E.P. 1
- 2007 : Tour E.P. 2
- 2010 : Tour E.P. : Covers
- 2013 : Split E.P.